# Mrtví ptáci (film)
Dead Birds je dokumentární a etnografický film Roberta Gardnera z roku 1964. Předmětem filmu je kmen Dani, žijící na Nové Guineji. Film zkoumá především funkci války v Danijské společnosti. Téma filmu zčásti souviselo s probíhající vietnamskou válkou a tím podmíněným zájmem o zkoumání tohoto fenoménu ve společenských vědách.
Film vznikl během expedice organizované Harvardem a institucí Peabody Museum of Archaeology and Ethnology, jejímž cílem bylo studium novoguinejské centrální vysočiny, která byla v té době jedním z posledních míst planety, kam západní civilizace dosud nepronikla. Samotný film vznikl na ostrově Irian.
Název dokumentu vychází z Danijské pověsti, která vypráví o velkém závodu mezi hadem a ptákem, který měl rozhodnout o osudu lidí. Pokud by vyhrál had, mohl člověk převlékat kůže a žít věčně. Jelikož ale zvítězil pták, musejí lidé umírat stejně jako ptáci.
Děj se zaměřuje především na dva muže z kmene Dani. Weyak je bojovník, který ve dne sedí v koši na vysokém sloupu a střeží hranici mezi územím svého a sousedního kmene (v noci kmen nikdo nemůže napadnout, protože se všichni bojí duchů). Naopak Pua je mladý chlapec, kterého Gardner popisuje jako slabého a neobratného.

## Kritika
Přestože Gardner neměl formální filmové vzdělání, je tento film působivě natočen a sestříhán. Kritizována tedy nebyla ani tak jeho umělecká stránka, nýbrž autenticita jeho sdělení. Když některá z filmovaných postav promluví, nejsou použity titulky a jedinou informací tak je autorův komentář. Navíc i když některá z postav promluví, nemusí se jednat o autentickou promluvu. To co publikum považuje za hlas Weyaka, je ve skutečnosti později nahraný Karl Heider, promlouvající Danijsky. Navíc sám Gardner danijsky neuměl a proto interpretoval informace, které mu byly přeloženy.